# Distretto di Tambo (Huancavelica)
Il distretto di Tambo è uno dei sedici distretti della provincia di Huaytará, in Perù. Si trova nella regione di Huancavelica e si estende su una superficie di 226.58 chilometri quadrati.